# نرجس (ممثلة)
نرجس (بالهندية: नर्गिस) (و بالأردو: نرگس) (1 يونيو 1929 - 3 مايو 1981)، ممثلة هندية.
كانت ايقونة السينما الهندية خلال فترة الأربعينات والخمسينات ومثلت خلال مسيرتها الفنية أكثر من 60 فيلما سينمائيا.
نالت جائزة «فيلمفير» كأفضل ممثلة على أدائها في فيلم أمنا الهند سنة 1957 و مثلت أفلام عديدة مع الممثل راج كابور مثل فيلم المتشرد و فيلم الحريق
تزوجت الممثل سونيل دوت الذي يصغرها في العمر بستة أيام وانجبت ابنها سانجاي الذي يعمل كممثل ايضًا.

## من أفلامها
- الحريق (1948)
- بارسات (1949)
- المتشرد (1951)
- أم الهند (1957)

## روابط خارجية
- نرجس على موقع IMDb (الإنجليزية)
- نرجس على موقع ألو سيني (الفرنسية)
- نرجس على موقع أول موفي (الإنجليزية)
- نرجس على موقع قاعدة بيانات الأفلام السويدية (السويدية)
- نرجس على موقع قاعدة بيانات الفيلم (الإنجليزية)
- نرجس على موقع كينوبويسك (الروسية)